# Brechmorhoga neblinae
Brechmorhoga neblinae is een libellensoort uit de familie van de korenbouten (Libellulidae), onderorde echte libellen (Anisoptera).
De wetenschappelijke naam Brechmorhoga neblinae is voor het eerst geldig gepubliceerd in 1989 door De Marmels.